# Pietra miliare

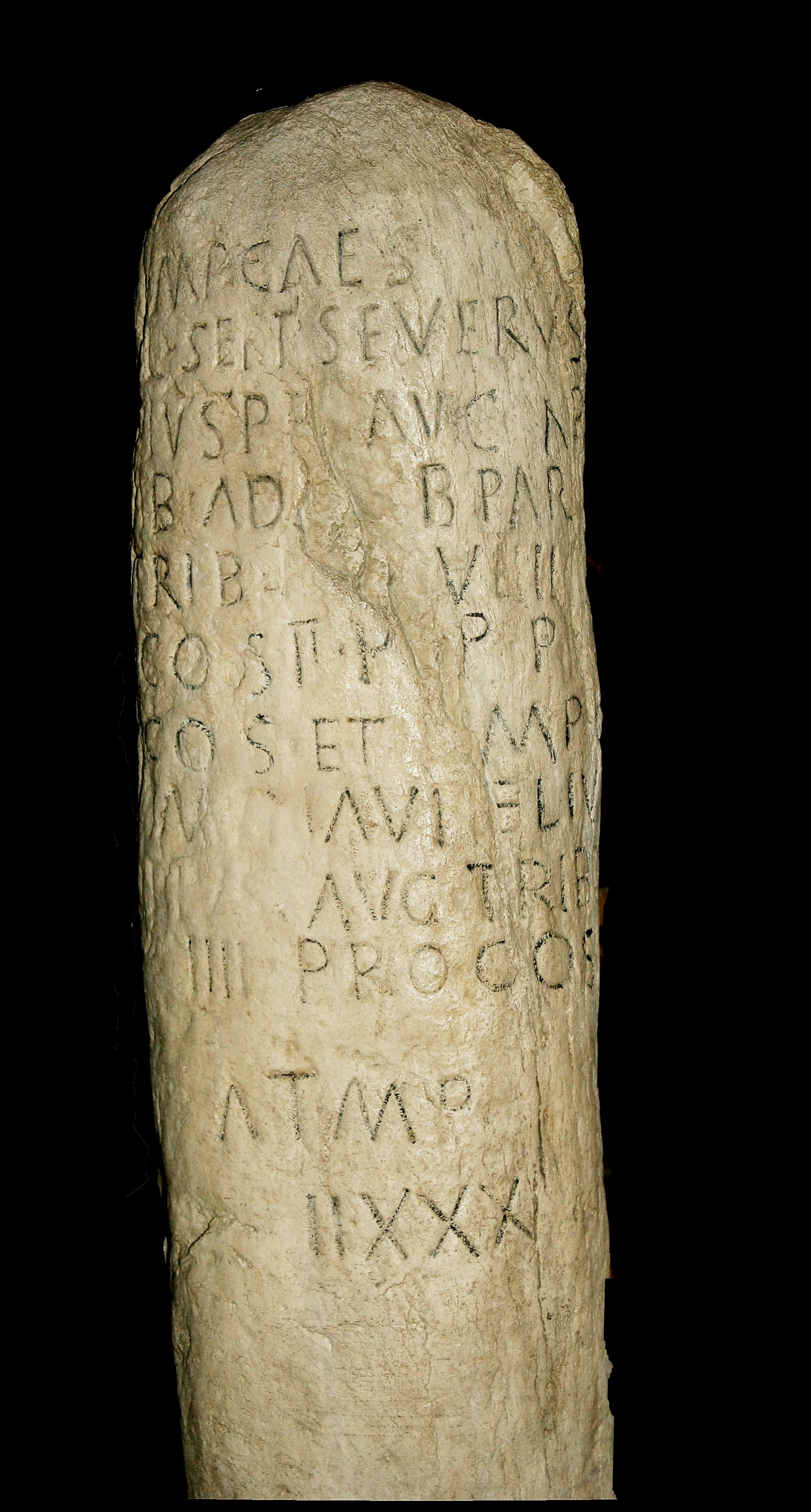
Antica pietra miliare romana in Austria

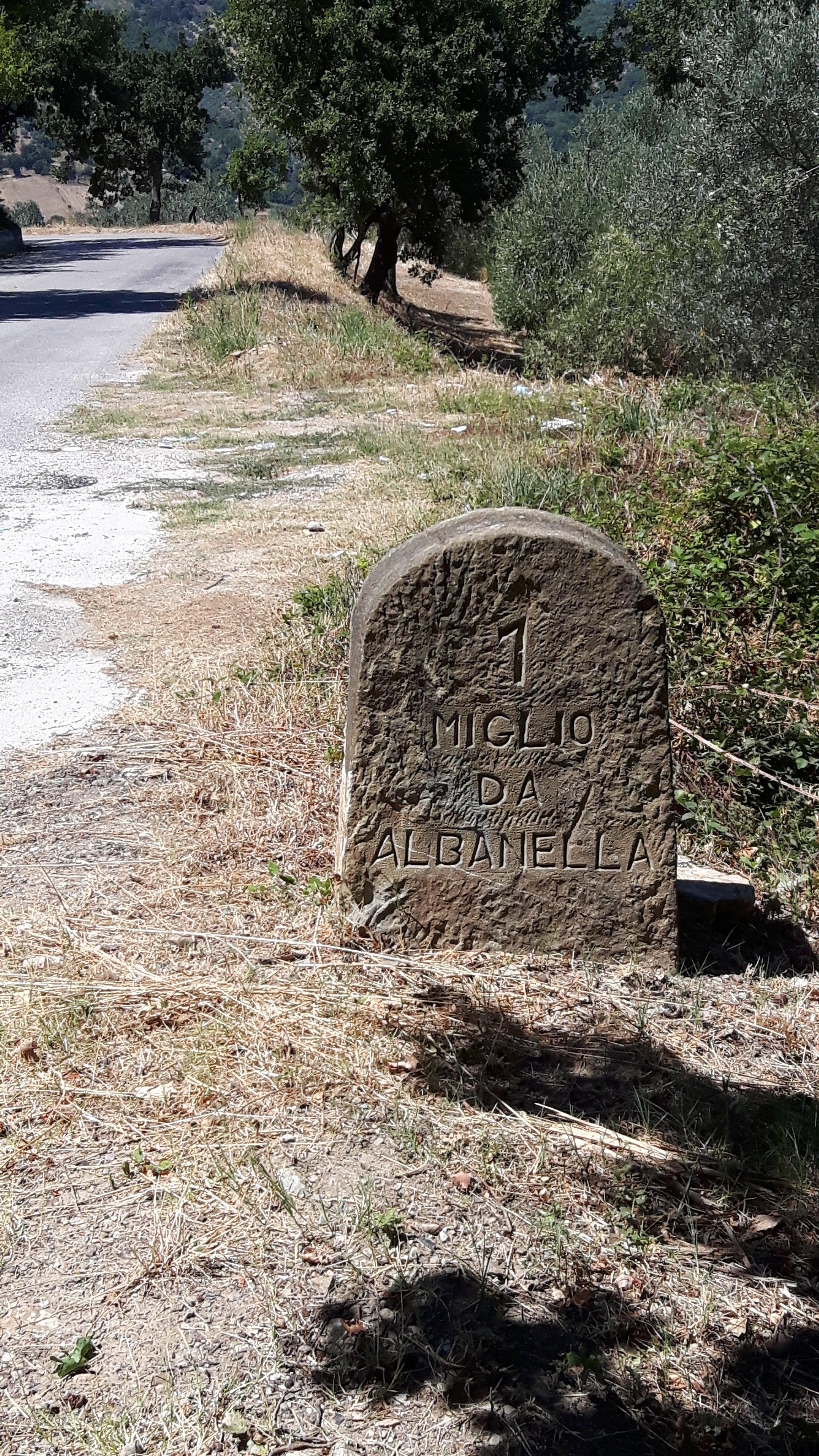
Una pietra miliare moderna

La pietra miliare è un cippo iscritto, posto sul ciglio stradale, utilizzato per scandire le distanze lungo le vie pubbliche romane. La forma più consueta è quella di una colonna (anche se vi sono miliari rastremati, quadrangolari o con base appuntita per infiggerli nel terreno), che può arrivare fino a 2,50 m di altezza e a 2,00 m di circonferenza. Il materiale di cui è costituita varia dal calcare alla trachite al marmo pregiato. I miliari riportano un'iscrizione, il cui testo è redatto in uno stile particolare, con abbreviazioni e sigle; sono in genere caratterizzati dall'indicazione della distanza in miglia (1 miglio romano = 1480 m circa), da sola o con la scritta m(ilia) p(assum) tale distanza veniva calcolata dal punto di partenza della strada oppure dalla città più vicina. Nella quasi totalità dei miliari sono riportati il nome e le titolature del magistrato (es. le strade costruite sotto l'Imperatore d'Austria in Trentino attorno a Rovereto, ma volute dal Tribunale locale, di costituzione veneta, della fase repubblicana del Cinquecento, poi percepite, nella storia contemporanea, come archeologia di guerra: se pensiamo alle strade costruite tra l'Ottocento e il Novecento, gli avamposti erano contesi dalle parti proprio per le determinazioni a costituirne il patrimonio topografico - strada verso lo Zugna - qui tra i resti, un cippo che costituisce la pietra miliare) o dell'imperatore che fece costruire o restaurare la strada, talvolta seguiti da verbi come fecit, munivit, refecit, stravit. Quando questi dati mancano e compare solo una dedica si può ipotizzare uno scopo celebrativo e onorario del monumento.

## Storia
Anche se sono documentati tentativi precedenti, risale al tribuno della plebe Gaio Gracco la proposta, poi approvata nell'anno 123 a.C., di una legge organica inerente alle principali arterie stradali romane; queste ultime furono accuratamente misurate e dotate di cippi cilindrici con basamento quadrato ogni mille passi romani (da qui il termine miliare).
In Italia indicavano inizialmente la distanza dalla cerchia delle Mura serviane di Roma. In epoca imperiale il punto di riferimento fu fissato nel miliario aureo, fatto apporre nel 20 a.C. da Ottaviano Augusto, divenuto curator viarum, nel Foro romano, tra i Rostri e il Tempio di Saturno, presso il quale tuttora sono visibili i suoi resti. Nelle province romane le pietre miliari segnalavano la lontananza dalla capitale o dalle principali città.
Le pietre miliari possono senz'altro essere considerate uno dei primi esempi di segnale stradale, precursore delle odierne indicazioni verticali.
Il ritrovamento degli antichi miliari è stato prezioso per ricostruire percorsi stradali romani ed eventi descritti su tali cippi, di cui si era persa la memoria storica.

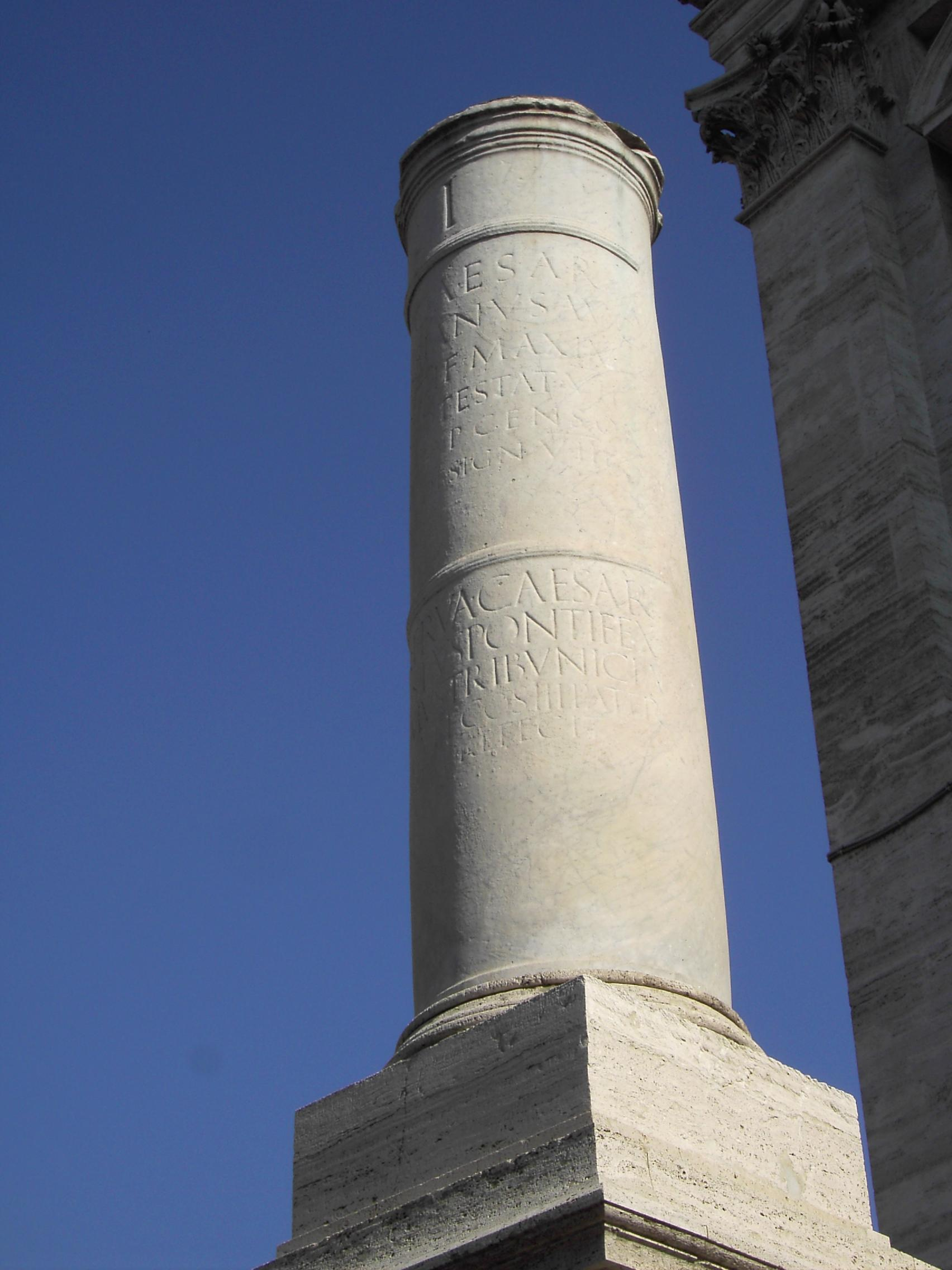
1º miliario della via Appia Antica, oggi custodito nel Campidoglio e sostituito nel luogo originario da una copia

Il ripristino di alcuni tratti abbandonati e sepolti dalla vegetazione dell'Appia Antica, infine, ha permesso la misurazione della distanza tra miliari contigui rimasti nell'ubicazione originaria, confermando il valore del miglio romano, pari a 1 478,50 metri.

## Senso figurato
Nel lessico colloquiale, letterario o giornalistico, una pietra miliare è, in senso figurato, un avvenimento, un'opera o un personaggio talmente importanti da essere considerati punti di riferimento o di svolta di un processo storico, scientifico, etnico, culturale o anche individuale.
(Shimon Peres su Giovanni Paolo II, 20 marzo 2000)